# Montauk-Projekt

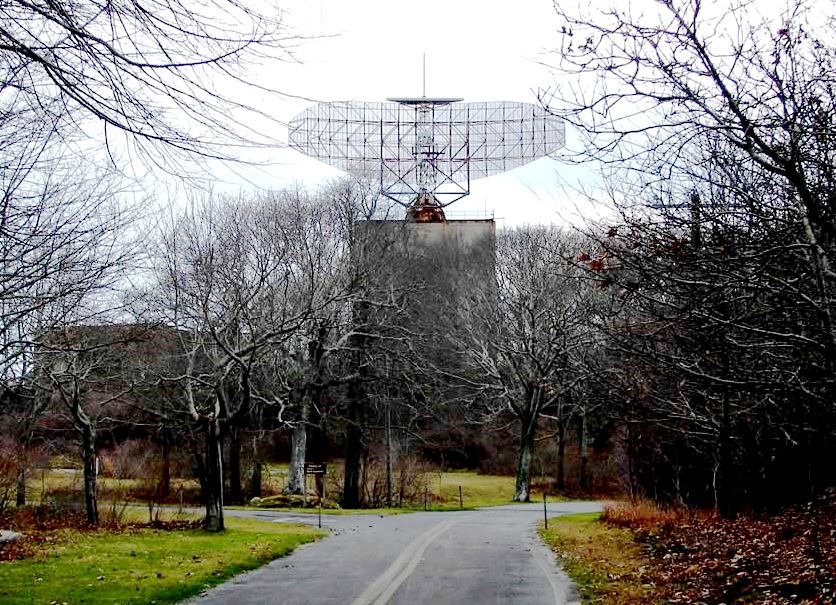
Dieses Radargerät vom Typ AN/FPS-35 ist ein Kernelement der Verschwörungstheorie vom „Montauk-Projekt“.

Als Montauk-Projekt wird laut einer Verschwörungstheorie eine Serie von angeblichen Geheimversuchen der US-Regierung bezeichnet, die auf dem Luftwaffenstützpunkt Camp Hero in Montauk auf Long Island durchgeführt worden sein sollen.
Die Verschwörungstheorie nahm ihren Anfang in dem 1992 veröffentlichten Buch The Montauk Project: Experiments in Time von Preston Nichols. Er behauptete, dass in den 1970er und 1980er Jahren durch eine Radaranlage des 1969 geschlossenen Stützpunkts versucht worden sei, die Gedanken von Millionen von Amerikanern zu beeinflussen, sogar fernzusteuern.  In mehreren Fortsetzungsbänden stellte Nichols das angebliche Geheimprogramm als immer verzweigter dar, brachte es auch mit dem Philadelphia-Experiment in Verbindung. Die Bücher erreichten eine Auflage von zusammen über 100.000 Exemplaren. Zahlreiche angebliche Opfer der Experimente meldeten sich, Bücher anderer Autoren erschienen, und im Internet finden sich viele Websites zu dem Thema.

## Rezeption
Elemente der Verschwörungstheorie werden in dem Jugendbuch Justin Time – Der Fall Montauk von Peter Schwindt aufgegriffen. Musikalisch wurde das Thema von Galerie Schallschutz mit dem Album Montauk Project bearbeitet. Der Dokumentarfilm Montauk Chronicles (2014) des Filmemachers Christopher P. Garetano greift das Thema auf. Die vielen Theorien waren auch die Inspiration für die Serie Stranger Things, welche ursprünglich unter dem Projektnamen „Montauk“ geplant war und anstatt auf Long Island in der fiktionalen Stadt Hawkins spielt.

## Texte der Verschwörungstheoretiker
- Preston B. Nichols, Peter Moon: The Montauk Project: Experiments in Time. Sky Books, New York 1992. ISBN 0-9631889-0-9.
- Preston B. Nichols, Peter Moon: Montauk Revisited: Adventures in Synchronicity. Sky Books, New York 1993. ISBN 0-9631889-1-7.
- Preston B. Nichols, Peter Moon: Pyramids of Montauk: Explorations in Consciousness. Sky Books, New York 1995. ISBN 0-9631889-2-5.
- Peter Moon: The Black Sun: Montauk's Nazi-Tibetan Connection. Sky Books, New York 1997. ISBN 0-9631889-4-1.
- K. B. Wells: The Montauk Files: Unearthing the Phoenix Conspiracy. New Falcon Publications, 1998. ISBN 1-56184-134-X.
- Preston B. Nichols, Peter Moon: Music of Time. Sky Books, New York 2000. ISBN 0-9678162-0-3.
- Peter Moon: The Montauk Book Of The Dead. Sky Books, New York 2005. ISBN 0-9678162-3-8.